# Sergio Daniel López
Sergio Daniel López (Burzaco, Argentina; 4 de enero de 1990) es un futbolista argentino nacionalizado ecuatoriano. Juega de centrocampista y su equipo actual es Cuniburo de la Serie B de Ecuador.

## Trayectoria

### Temperley, Godoy Cruz y Palestino (Chile)
Surgido en el Club Atlético Temperley, debutó en el año 2008, donde jugó varias temporadas de la Primera B Metropolitana. En 2011, fue traspasado a Godoy Cruz donde jugó la Primera División de Argentina y además la Copa Libertadores de América y la Copa Sudamericana. Dos años después, se fue a jugar al Palestino Fútbol Club de la Primera División de Chile.[cita requerida]

### Godoy Cruz, Unión Española (Chile) y Deportes Temuco (Chile)
A mediados de 2014, retornó a Godoy Cruz, pero meses más tarde, en 2015, pasó a formar parte de las filas de la Unión Española. En 2016, fue fichado por Deportes Temuco. En dichos clubes chilenos, tuvo una participación considerada donde aportó varios goles además.[cita requerida]

### Once Caldas (Colombia) y Gimnasia de Mendoza
En 2017, se sumó al club colombiano Once Caldas para disputar la Primera División de Colombia. En agosto de 2018, llegó a Gimnasia y Esgrima de Mendoza para disputar la Primera B Nacional de Argentina (segunda división).

### Paso por Ecuador
En 2019 jugó en Delfín, con quien se coronaría campeón de la LigaPro. Para 2020 firmó con Aucas de la Serie A de Ecuador. En 2021 se integraría a Barcelona Sporting Club, hasta finales de temporada. Para 2022 regresaría a Sociedad Deportiva Aucas. En 2023 fichó por Deportivo Cuenca.

## Clubes
Actualizado al último partido disputado el 30 de octubre de 2024.
| Club                | País         | Año          | Part. | Goles | Prom. |
| ------------------- | ------------ | ------------ | ----- | ----- | ----- |
| Temperley           | Argentina    | 2008-2011    | 92    | 11    | 0,12  |
| Godoy Cruz          | Argentina    | 2011-2012    | 9     | 0     | 0,00  |
| Palestino           | Chile        | 2012-2014    | 46    | 15    | 0,33  |
| Godoy Cruz          | Argentina    | 2014         | 11    | 1     | 0,09  |
| Unión Española      | Chile        | 2015-2016    | 51    | 9     | 0,18  |
| Deportes Temuco     | Chile        | 2016-2017    | 25    | 3     | 0,12  |
| Once Caldas         | Colombia     | 2017-2018    | 36    | 6     | 0,17  |
| Gimnasia de Mendoza | Argentina    | 2018         | 2     | 0     | 0,00  |
| Delfín S. C.        | Ecuador      | 2019         | 40    | 12    | 0,30  |
| S. D. Aucas         | Ecuador      | 2020         | 26    | 10    | 0,38  |
| Barcelona S. C.     | Ecuador      | 2021         | 31    | 6     | 0,19  |
| S. D. Aucas         | Ecuador      | 2022         | 22    | 1     | 0.05  |
| Deportivo Cuenca    | Ecuador      | 2023         | 16    | 4     | 0.25  |
| Almagro             | Argentina    | 2024         | 11    | 0     | 0     |
| Cuniburo            | Ecuador      | 2024-act.    | 15    | 3     | 0.2   |
| Total clubes        | Total clubes | Total clubes | 433   | 81    | 0.19  |

## Palmarés

### Campeonatos nacionales
| Título  | Club         | País    | Año  |
| ------- | ------------ | ------- | ---- |
| Serie A | Delfín S. C. | Ecuador | 2019 |
| Serie A | S. D. Aucas  | Ecuador | 2022 |
| Serie B | Cuniburo     | Ecuador | 2024 |